# Autoportrait en Neptune
Autoportrait en Neptune – ou simplement Neptune – est un tableau réalisé par le peintre néerlandais Kees van Dongen en 1922. Cette huile sur toile est un autoportrait dans lequel l'artiste se représente portant le costume de Neptune qu'il a arboré lors d'une fête parisienne. Il se figure assis sur un trône, un trident en main, un triton sur la tête et des coquillages en guise de ceinture. L'œuvre est conservée au musée national d'Art moderne, à Paris.